# 오승
오승(吳陞, 1364년 ~ 1444년)은 고려 말 조선 초의 문신이다. 본관은 동복(同福). 자는 숭지(崇之)이다. 판한성부사와 공조판서 등을 역임하고, 판중추원사에 이르렀다. 시호는 정평(靖平)이다.

## 생애
처음에는 음보(蔭補)로 벼슬에 올랐으나 1382년(고려 우왕 8) 진사·생원시에 합격하고, 1383년 식년 문과에 급제하여 사간원 좌헌납(司諫院左獻納)을 역임하고, 곧 전교부령(典校副令)에 승진하였다. 
우사간대부(司諫院右司諫大夫)를 거쳐 1407년(조선 태종 7) 형조참의에 승진하고, 다음 해 여름에는 동부대언(同副代言)에 임명되었으며, 겨울에는 병조참의로 전임하고, 곧 이조 참의로 옮겼다.
1409년 충청도 관찰사에 제수되고, 1411년에는 한성부윤(漢城府尹)에 임명되었으며, 1421년에는 판한성부사(判漢城府事)가 되고, 성절사(聖節使)로 북경(北京)을 다녀온 뒤 개성 유후(開城留後)로 임명되었다.
1422년 공조 판서에 오르고, 1423년에 다시 판한성부사로 되었으며, 1426년에는 나가서 함길도관찰사가 되었다. 
1428년에는 또 공조 판서에 임명되고, 의정부참찬(參贊)에 옮겼다가 사헌부 대사헌으로 전임하였으며, 1434년에는 숭정대부(崇政大夫) 의정부 참찬이 되고, 궤장(几杖)이 하사되었다. 
1440년 판중추원사에 승진하였다가 1444년에 졸하니, 나이가 81세이다. 부음(訃音)이 들리니 철조(輟朝)하고 치조(致弔)하며, 부의(賻儀)를 하사함이 특히 후하였다. 시호를 정평(靖平)이라고 하였으니, 몸을 공손하게 가지고 말이 적은 것을 정이라고 하고, 일을 처리하는 데 법이 있는 것을 평이라고 한다.

## 가족
- 증조부 : 오잠(吳潛)
- 증조모 : 이천 신씨 - 명덕태후(明德太后)의 고종 사촌
  - 조부 : 오선(吳僐)
  - 조모 : 여산 송씨 - 송잠의 딸
    - 아버지 : 오중화(吳仲和)
- 외증조부 : 권준
  - 외조부 : 권렴(權廉) 
    - 어머니 : 영가군부인 안동 권씨
      - 여동생: 안평대군(세종의 제3자)의 처조모
      - 배우자 : 이밀(李謐)의 딸 
        - 아들 : 오정(吳靖)
        - 양자 : 오계종 - 집현전학사